# Crane Constancy Capital
CRANE CONSTANCY CAPITAL, a.s. je česká investiční společnost specializující se na private equity, založená v roce 1992 v České republice. Své aktivity vyvíjí na evropských trzích, primárně v České republice a na Slovensku.
Zakladatelem a CEO je československý podnikatel a právník Michal Martinko, který má bohaté zkušenosti v oblasti práva, financí a investic. Společnost Crane Constancy Capital investuje především do oblasti energetiky, telekomunikací, cyber security a potravinářství.

## Investiční oblasti

### Telekomunikace
Ovládnutím stavebně-technologické společnosti SBM Holding Group v roce 2020, dnes SBM TELEKOMUNIKACE, která ročně utrží přes 100 milionů korun, se společnost dostala k sítím 5. generace. Hlavními zákazníky firmy jsou T-Mobile, ale také CETIN a další poskytovatelé telekomunikačních služeb. Společnosti Crane se podařilo během 3 let dostat společnost ze ztráty do konstantního zisku.

### Energetika
O koupi strojírenské firmy zaměřující se na výstavbu a servis jaderných elektráren doma i v zahraničí, Škodu JS, měla společnost Crane zájem od roku 2020. Složitý proces zahrnoval tři tendry, přičemž se Crane dostal do finální fáze vyjednávaní. Nakonec se koupě neuskutečnila a po dlouhém schvalování transakce antimonopolním úřadem se stoprocentním vlastníkem stala skupina ČEZ.

### Média
V roce 2020 vstoupila společnost Crane koupí pohledávky od spořitelního družstva Artesa do hry o vydavatelství Mladá fronta. Cílem bylo pomoci Mladé frontě k rychlé restrukturalizaci, ukončení insolvenčního řízení a následná spolupráce v pozici strategického partnera. Nakonec knižní vydavatelství se souhlasem zajištěného věřitele Crane koupila firma Albatros Media.

### Potravinářství
V roce 2022 vykoupila skupina Crane podíly dvou minoritních akcionářů a koncentrovala tak celkem 27 procent akcií skupiny HSK Invest, v jejímž portfoliu byl i tradiční výrobce piv značky Zubr, Litovel a Holba. Právě tyto značky byly prodány nápojářské skupině Kofola. Podle médií cena obchodu překročila 1,5 miliardy korun.

### Společensky prospěšná činnost a sponzoring
Michal Martinko podporuje nadaci Young Talents Foundation, jejímž posláním je objevovat a podporovat mladé nadějné jedince v cestě za jejich sny. Michal Martinko a jeho skupina věří, že právě vzdělávání a motivace mladé generace utváří budoucnost nás všech. Podpora jednotlivců a projektů je formou konkrétních finančních i věcných příspěvků.[ve zdroji nenalezeno]